# Doop
Pour les articles homonymes, voir Hocus Pocus.
Doop est un groupe d'eurodance néerlandais. Le groupe est constitué des producteurs Ferry Ridderhof et Peter Garnefski. Le groupe atteint le succès international en 1994 avec son titre éponyme Doop, no 1 en Angleterre, no 2 du Billboard Dance/Club aux États-Unis, et no 13 en France.

## Biographie
Doop est mieux connu pour son single éponyme, Doop, sorti en 1994, qui a atteint la première place au Royaume-Uni,, et les classements d'autres pays,,. Le morceau s'inspire du Charleston, une danse des années 1920 connue pour ses paroles dont le mot doop revenait souvent. David Morales en fera d'ailleurs un remix. En novembre 1996, il se serait déjà écoulé à six millions d'exemplaires selon le label Clubwork. Le morceau est publié en mai 1996 en Asie.
Le groupe publie son premier album studio, Circus Doop, en 1995 (le 30 mai aux États-Unis), qui contient le morceau Doop. Il est publié au label Popular Records en Amérique du Nord, Liberation Records en Australie, et Pulse-8 Records au Royaume-Uni. Aussi, pendant les années 1990, le groupe réalise également des morceaux techno hardcore, sous le nom de Hocus Pocus ; ils assurent ainsi le morceau d'ouverture de la compilation Thunderdome XII - Caught in the Web of Death avec Here's Johnny (Gabba DJ Mix).
En 2011, Doop publie un EP intitulé The Doop Eepee produit par Ferry Ridderhof, qui comprend le single My Chihuahua.

## Discographie

### Albums studio
- 1995 : Circus Doop
- 2001 : Doop Mania - L'Album des remixes

### Singles
- 1993 : Doop (1993)
- 1994 : Huckleberry Jam (1994)
- 1995 : Wan Too! (1995)
- 1996 : Ridin (1996)